# Polisportiva Ammazzoni Agrigento
Polisportiva Ammazzoni Agrigento  - żeński klub siatkarski z Włoch. Został założony w 1969 w mieście Agrigento. Działalność klubu została zakończona w 2005.